# کوکوس (باهیا)
کوکوس (به پرتغالی: Cocos) یک منطقهٔ مسکونی در برزیل است که در باهیا واقع شده‌است. کوکوس ۱۸٬۸۰۷ نفر جمعیت دارد.